# Rombo-eilanden
De Rombo-eilanden (Portugees: Ilhéu de Rombo, ook Ilhéus Secos) maken deel uit van de geografische regio Ilhas de Sotavento van Kaapverdië. De groep van eilandjes ligt een paar kilometer ten westen van Fogo en zes kilometer ten noordoosten van Brava, het kleinste bewoonde eiland van Kaapverdië.
Tot de Rombo-eilanden behoren:
- de twee iets grotere eilandjes Ilhéu Grande (3 km²) en Ilhéu de Cima (1,5 km²)
- drie veel kleinere eilandjes (Ilhéu do Rei, Ilhéu Sapado, Ilhéu Luís Carneiro) met een totale oppervlakte van ongeveer 0,25 km².

Alle Rombo-eilanden zijn niet bewoond en zijn arm aan vegetatie. Met name de twee grootste van de Rombo-eilanden hebben zandstranden.